# 야음초등학교
야음초등학교는 대한민국 울산광역시 남구에 있는 초등학교다.

## 학교 연혁
- 1983.11.16 야음국민학교 22학급 개교
- 1996.03.01 야음초등학교로 교명 개칭
- 2002.03.01 시교육청지정 인성교육 연구학교 (2년)
- 2004.03.01 강남교육지원청 교기지정(테니스)
- 2007.05.29 제36회 전국소년체전 은메달 획득
- 2008.03.01 시교육청지정 청렴연구학교(1년)
- 2009.03.01 시교육청지정정 과학교육 연구학교(2년)
- 2011.05.16 제40회 전국소년체전 동메달 획득
- 2012.03.01 시교육청지정 주5일수업제 연구학교(1년)
- 2012.06.01 교과부지정 집중형 글로벌 선도학교(2년)
- 2014.02.21 제30회 졸업(졸업생 누계 6,520명)
- 2014.03.01 제15대 변경재 교장 부임
- 2014.03.01 15학급 편성(특수반 1학급)